# Aname tigrina
Aname tigrina is een spinnensoort uit de familie Anamidae.
Aname tigrina werd in 1985 beschreven door Raven.